# Condado de Genebra
O Condado de Genebra, que ocupava a região conhecida como  Província do Genevois ou simplesmente Genevois   designava um dos principados do Santo Império e tinha ao princípio Genebra como capital.

## As três Casas
O condado de Genebra dividiu-se em três Casas que são detalhadas na Lista dos condes de Genebra, e que compreende :
- a Casa de Genebra
- a Casa de Thoire
- a Casa de Saboia

A partir de 1424, o condado de Genebra pertence aos Condes da Casa de Saboia como apanágio.

## Território
Nos fins do século VI, Genebra torna-se o centro de um pagus major Genevensis ou Comitatus Genevensis  que corresponde às dioceses de Genebra  que por largo  corresponde a :
- pagus minor Genevensis - o Baixo-Genevois
- pagus minor Albanensis - que corresponde ao Albanais, com as regiões de Annecy e de Rumilly, e o vale de Faverges
- agus minor Alingiensis ou Chablais -  pertenciam aos condes da Maurienne, os futuros condes de Saboia
- pagus minor Falciniacus - o Alto-Faucigny

O condado é delimitado a Norte pelo Lago Lemano, a Este pelo território do Faucigny e cujos senhores eram vassalos dos condes , a Sul a Saboia e a Oeste o País de Gex cujos senhores dependiam dos condes.
Os condes de Genebra controlam um território na zona dos Pré-Alpes, mas é preciso ter em conta a importância do poder temporal dos Bispos na cidade de Genebra, que se encontram sobre a suserania do Sacro Império Romano-Germânico. As tensões são frequentes e por exemplo a 10 Out. 1219 Aimão de Grandson obtém a homenagem de Guilherme II de Genebra para o condado, enquanto que o seu irmão mais velho Humberto de Genebra ainda é conde, e assim confisca o poder e transmite-o aos filhos.

## História
A dinastia contal de Genebra atestada desde o século XI, extinguiu-se por linhagem masculina em 1394. O título comes gebennensis, que  deve ser traduzido por conde de Genebra e não como por vezes mesmo junto dos historiadores como  conde de Genevois,  passou depois como título para a Casa de Saboia que receberão a região em apanágio .
Geraldo I, o primeiro conde de Genebra, é segundo sobrinho do último rei da Borgonha, Rodolfo III da Borgonha, e  já tinha importantes possessões entre o Lago Lemano e o Lago do Bourget.
Não há unanimidade quanto aos direitos dos condes de Genebra, pois há os que pensam que tiveram direitos contais até 1124, contrariamente ao que se passa em Sion ou em Lausana, onde esses direitos são cedidos ao bispo pelo rei da Borgonha; e outros pensam que os condes de Genebra, sendo bispos, dependiam directamente do Santo Império Romano.
Os condes de Genebra são confrontados ao expansionismo da Casa de Saboia. No século XIII Pedro II de Saboia toma possessão da maior parte do País de Vaud, e a partir de 1250 os genebrinos não possuem nada a Norte do Lago Lemano. Perdendo castelos e direitos sobre aldeias da própria região de genebra, vêm-se cercados quando o Senhores de Saboia compram o País de Gex em 1353 e o Faucigny em 1355. Os condes de Genebra tomam parte nas guerras feudais do século XIV, no princípio aliados aos de Faucigny e aos do Viennois, contra os de Saboia que os atiram para o seu campo e obtêm que se reconheçam como vassalos (1358). Aos poucos os genevois vão recuar até Annecy, centro das sua possessões. Fazendo de Annecy a capital do estado, fazem trabalhos importantes no Castelo de Annecy que transformam numa poderosa fortaleza, centro do corte e do governo.
Em 1356, Amadeu III de Saboia obtém do Imperador Carlos IV - apesar da oposição do bispo de Genebra, Alamand de Saint-Jeoire - o direito de cunhar moeda no Palácio de l'Isle em Annecy. Sem atingir a grandeza dos outros estados da região como o condado de Saboia ou o do Delfinado, o que se começa a chamar de o Genevois tem bem o seu lugar no século XIV, cobrindo uma região que vai do princípio da Alta Saboia até junto ao Lago do Bourget, entre o Ródano e os Pré-Alpes .

## Ligações internas
- Ducado de Saboia
- Casa de Saboia
- Saboia-Nemours
- Condes de Genebra